# Philonotis subolescens
Philonotis subolescens är en bladmossart som beskrevs av Jean Édouard Gabriel Narcisse Paris 1898. Philonotis subolescens ingår i släktet källmossor, och familjen Bartramiaceae. Inga underarter finns listade i Catalogue of Life.